# Питерболд
Питерболд (также петерболд, или петербургский сфинкс) — выведенная в России порода бесшёрстных домашних кошек.
Питерболды имеют характерную форму головы: длинную и узкую, с прямым профилем, миндалевидными глазами и большими, разведёнными в стороны ушами. Идеальные представители породы выглядят, как бесшёрстные ориентальные кошки.
Питерболды обычно дружелюбны, любопытны, активны, любят всех членов своей семьи и нуждаются в общении с людьми; они не принадлежат к независимым кошкам. Питерболды хорошо уживаются с другими кошками и прочими домашними животными.

## История создания породы

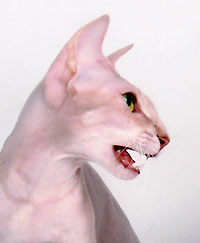
Питерболд, кошка лилового табби окраса

Порода питерболд была получена в 1994 году в Санкт-Петербурге в результате экспериментальной вязки донского сфинкса Афиногена Мифа и ориентальной кошки, чемпионки мира Радмы фон Ягерхоф. Порода была создана российским фелинологом Ольгой Мироновой при участии Татьяны Комаровой — владелицы Афиногена Мифа. Из первых двух помётов были получены четыре котёнка-питерболда: Мандарин из Мурино, Мускат из Мурино, Неженка из Мурино и Ноктюрн из Мурино. Эти четыре питерболда являются основоположниками породы.
В 1996 году порода была признана Селекционной фелинологической федерацией (СФФ), был принят стандарт породы с присвоением аббревиатуры PBD. В 1997 году породу признала The International Cat Association (TICA) и присвоила породе аббревиатуру PD, а в 2003 году порода была признана в World Cat Federation (WCF) с аббревиатурой PBD. Прочие возможные обозначения породы: PBD, PTB, PD и PSX.
В настоящее время порода развивается в сторону экстремального ориентального и сиамского типа: длинная мордочка, большие, разведённые в стороны уши, плоские скулы, высокие ноги. Поэтому все существующие стандарты породы разрешают питерболдам вязки с ориенталами и сиамами, а также с их полудлинношёрстными вариациями (балинезами и яванезами).

## Особенности кожного покрова
Порода питерболд была получена путём внесения в популяцию сиамо-ориентальных кошек доминантного гена бесшерстности Hrbd, заимствованного у донских сфинксов.
Кожа голых кошек ведет себя подобно человеческой: потеет, когда жарко и загорает летом под лучами солнца. У «резиновых» (голорожденных) сфинксов она очень чувствительна к облучению, пересыханию, механическим повреждениям и нуждается в защите (которой может послужить смазывание детским маслом). В местах трения она приобретает усиленную пигментацию, а при отсутствии солнечного освещения теряет пигмент (солнечный загар зимой исчезает), сохраняя его лишь в мигрирующих «зимних пятнах» и родинках. При беременности и лактации пигментация усиливается.
При отсутствии шёрстного покрова окрас, словно татуировка, проявляется прямо на коже. Однако кожный пигмент дает лишь «тень от цвета», поэтому трудно провести четкие разграничения цветовых вариаций основных и осветлённых окрасов. К примеру, красный тигровый окрас будет выглядеть на полностью раздевшемся взрослом животном так же, как кремовый пятнистый, то есть визуально будет однотонно-розоватым.
Генетический окрас котёнка может определить лишь заводчик, в первые дни жизни, пока ещё сохраняется детская шёрстка (если она вообще есть). У колорпойнтовых животных иногда лишь голубой цвет глаз взрослой кошки выдаёт её принадлежность к акромеланическим окрасам. На выставках проводится экспертиза без учёта типа рисунка, а лишь на базе разделения по окрасам «агути» или «не агути» (с рисунком или без).
У котят сфинксов очень рано открываются глаза, причём это напрямую связано со степенью бесшёрстности котёнка. Если у велюровых и брашевых котят глаза начинают открываться с 3-го по 5-й день жизни, то голорождённые котята сразу рождаются с открытыми глазками. В то время как у всех остальных пород кошек раннее открытие глаз приводит к высыханию глазного яблока и слепоте, у сфинксов глаза с рождения нормально развиты, они жмурятся и моргают, а слёзные железы нормально справляются с увлажнением слизистых оболочек. Однако этот же фактор у подросших сфинксов приводит к повышенному слезоотделению, что особенно заметно в процессе питания: некоторые (особенно «резиновые» голорождённые) сфинксы плачут «крокодильими слезами» в момент кормления.
Также отличительной «сфинксовой» чертой является выделение так называемой кожной смазки (воскообразного красновато-коричневого липкого вещества) и скопление её вокруг когтей и в ушных раковинах (что вызывает порой панику у неопытных ветеринаров). На самом деле это не что иное, как дополнительная защита организма от воздействия окружающей среды. Если сфинкс (особенно светлых окрасов) выглядит несколько чумазым, не следует подвергать его кожу тщательному промыванию водой с кошачьими шампунями, а лучше протереть его тело тряпочкой, смоченной в специальном масле, предназначенном для детей. Как правило, у взрослых животных, сохранивших остаточную оброслость, такие чрезмерные кожные выделения отсутствуют, и хозяин может ограничиться лишь периодической чисткой ушных раковин.
Так же, как на структуру шерсти, ген бесшёрстности действует и на вибриссы: у гетерозиготных кошек они сохранены, но сильно извиты с рождения (что и помогает зачастую определить в первые минуты жизни носителя гена бесшёрстности). У гомозиготных кошек вибриссы либо отсутствуют вообще, либо могут быть сильно истончены и укорочены.

## Типы кожного покрова

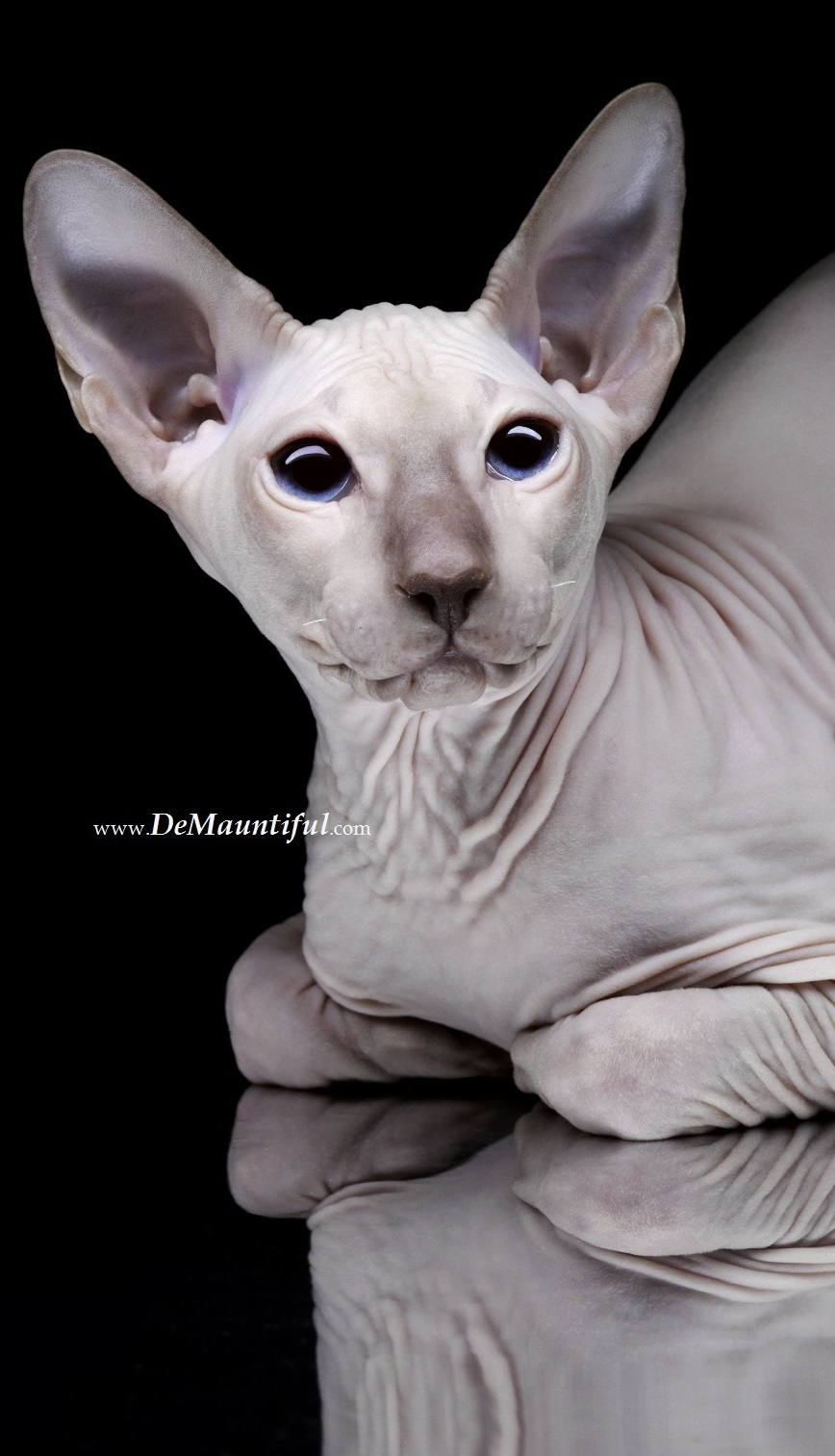
крем-пойнт

Браш — котёнок покрыт шерстью: короткой или длинной, жёсткой, извитой полностью или частично. Взрослое животное или остаётся таким же, или на спине и шее появляются участки частичного облысения.
Браш-пойнт — практически не отличается от браша; котёнок может иметь более короткую шерсть на спине и голове, хвост опушён. Взрослое животное имеет густую шерсть только на морде, лапах и, возможно, хвосте, то есть на «пойнтах». Корпус оголяется полностью или покрыт тонким флоком (см. ниже).
Велюр — котёнок имеет короткую или длинную мягкую шерсть на всем корпусе, чем похож на флока, более длинную и густую на лапах и хвосте. Взрослое животное может иметь коротенькую остаточную шерсть на лапах и морде, может раздеться практически полностью, оставшись в «носочках» или «гольфиках». Жёсткая шерсть «сходит» труднее, чем мягкая.
Флок — котёнок, как правило, не имеет бровей и усов, или коротенькие пеньки усов. Шерсть не длиннее 2 мм по всему корпусу; на вид котёнок как бы и не имеет её, на ощупь он шелковистый, похожий на бархат. Такого котёнка невозможно перепутать с эпилированным (что бывает у недобросовестных заводчиков, пытающихся таким образом поднять цену котёнку).
Бесшёрстный (голый) — котёнок совершенно без шерсти, на пойнтах может быть остаточная флоковая шёрстка («пыль»). Кожный покров покрыт специфическими выделениями, из-за чего кожа на ощупь кажется как бы резиновой.
Прямошёрстная вариетта — при отсутствии гена бесшёрстности обладает внешними свойствами своих родственников — сиамской кошки и ориентальной кошки. Котёнок имеет обычную шерсть, сохраняющуюся с возрастом, и прямые усы. Однако характером и некоторыми другими особенностями сфинкса этот тип обладает. Имеет характерный восточный тип, короткую, прилегающую к телу шерсть и вариации окрасов, характерные для сиамо-ориентальной группы кошек.
Существует ещё множество переходных типов шерсти, порой бывает трудно угадать, каким станет котёнок во взрослом состоянии.
Питерболды, как и ориентальные и сиамские кошки, относятся к единой породной группе — восточные кошки. Они имеют похожие стандарты и отличаются в основном только наличием шерсти.

## Характер

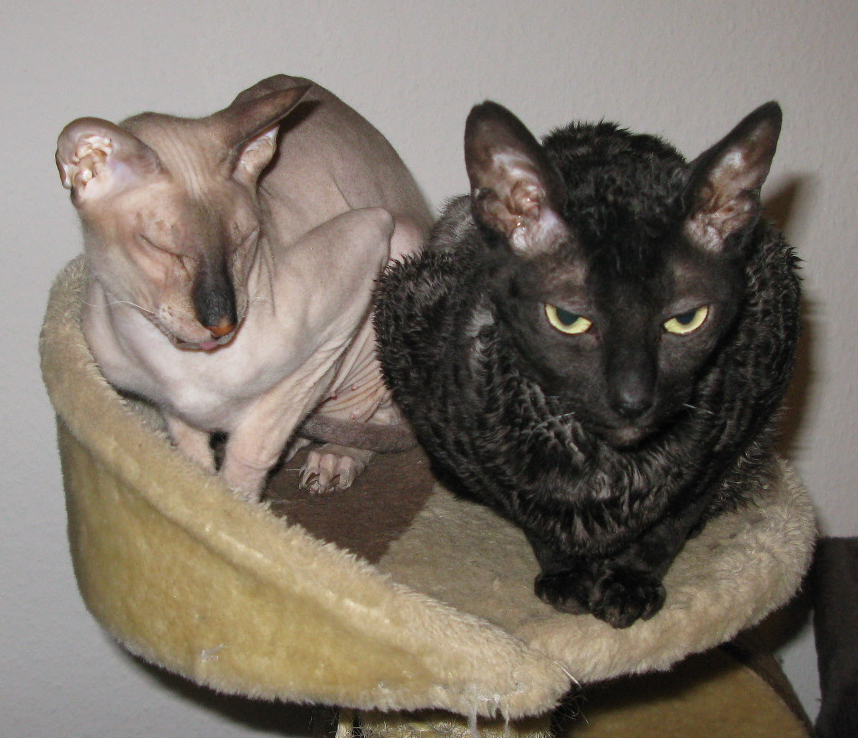
Питерболд общителен с другими кошками.

Кошки дружелюбны, легко поддаются дрессировке. Редко можно увидеть сфинкса в угрожающей позе.
По характеру сфинксы отличаются от обычных кошек. В их характере много собачьих черт: так же привязаны к хозяину, отзываются на имя, приходят, если их подозвать. Так же питерболды очень многое взяли от сиамских и ориентальных кошек: разговорчивость, любовь к рукам, и плохое восприятие одиночества. Тем, кто много работает, рекомендуется заводить пару животных.